# Титиевский, Ефим
Ефим Титиевский (эст. Jefim Titijevski; р. 27 мая 1936, Одесса) — советский украинский и эстонский шашист, филолог. Многократный чемпион Эстонии по русским шашкам и по международным шашкам. Входил в сборную Эстонской ССР (1957—1965). Мастер спорта СССР (1962). С 1989 года руководитель языковой школой «Vestleja» (г. Йыхви).
В 1954 году в Киеве окончил 10-летнюю школу. Поступил на филфак Тартуского университета, обучался на кафедре русской литературы (завершил в 1960). Дипломная работа «Литературно-эстетические взгляды В. В. Маяковского 1917—1924 годов». — З. Г. Минц и А. В. Тамарченко.
Играет в шашки с 1954 года.